# Буди-Немяновські
Буди-Немяновські (пол. Budy Niemianowskie) — село в Польщі, у гміні Гузд Радомського повіту Мазовецького воєводства.
У 1975-1998 роках село належало до Радомського воєводства.